# Мерень (Констанца)
Мерень, Мерені (рум. Mereni) — село у повіті Констанца в Румунії. Адміністративний центр комуни Мерень.
Село розташоване на відстані 187 км на схід від Бухареста, 25 км на південний захід від Констанци.

## Населення
За даними перепису населення 2002 року у селі проживали 1246 осіб.
Національний склад населення села:
| Національність | Кількість осіб | Відсоток |
| -------------- | -------------- | -------- |
| румуни         | 1182           | 94,9%    |
| татари         | 60             | 4,8%     |

Рідною мовою назвали:
| Мова      | Кількість осіб | Відсоток |
| --------- | -------------- | -------- |
| румунська | 1184           | 95,0%    |
| татарська | 60             | 4,8%     |